# Jim Turner
Jim Turner (Colorado Springs, 28 de octubre de 1952) es un actor y humorista estadounidense.

## Carrera
Su carrera como actor inició en el cortometraje de 1980 Porklips Now. Cinco años después logró reconocimiento en su país al aparecer en la película de corte adolescente St. Elmo's Fire. En 1987 integró el reparto de la película de horror The Lost Boys. Otras apariciones notables del actor ocurrieron en producciones cinematográficas como Joe's Apartment, Kicking & Screaming y Bewitched.

## Filmografía

### Cine y televisión
- Porklips Now (1980)
- Kid Colter (1984)
- St. Elmo's Fire (1985)
- The Lost Boys (1987)
- Retaliator, programada para matar (1987)
- Destroyer (1988)
- My Samurai (1992)
- 12:01 (1993)
- Shelf Life (1993)
- Rugrats (1993)
- The Ref (1994)
- Coldblooded (1995)
- If Not for You (1995)
- 364 Girls a Year (1996)
- The Pompatus of Love (1996)
- Joe's Apartment (1996)
- Arli$$ (1996–2002)
- Kicking & Screaming (2005)
- Bewitched (2005)
- Cal (2013)